# Zatch Bell!
Zatch Bell! (яп. 金色のガッシュ!! кондзики но гассю!!, досл. «Золотой Гаш!!») — манга, созданная Макото Райку. Публиковалась в журнале Weekly Shōnen Sunday издательства Shogakukan с 2001 по 2007 год.
В апреле 2003 года вышла ее адаптация в виде аниме-сериала под названием Konjiki no Gash Bell!! (яп. 金色のガッシュベル!!) студии Toei Animation.
В Северной Америке манга лицензирована Viz Media под названием Zatch Bell!.

## Сюжет
Главный герой Киёмаро Такаминэ никогда не заботился ни о ком, кроме себя, но однажды на его попечении оказывается демон Гаш Белл. Теперь Такаминэ вынужден помогать ему в борьбе за звание короля демонов, участвуя в постоянных сражениях.

## Медиа

### Манга
Манга издавалась в журнале Weekly Shōnen Sunday с 10 января 2001 года по 26 декабря 2007 года, всего за это время было выпущено 323 главы.
В марте 2011 года была нарисована дополнительная глава для продвижения переиздания манги в формате бункобон. С марта 2011 по июнь 2012 года было выпущено 16 томов.
Со 2 июля 2018 года начинает издаваться электронная версия манги, дополненная бонусными страницами. А в 2019 году эта версия начала издаваться и в печатном виде.

### Видео-игры
По сюжету манги было выпущено несколько игр для Game Boy Advance:
- Konjiki no Gash Bell!! Unare! Yūjō no Zakeru (2003 год)
- Konjiki no Gash Bell!! Makai no Bookmark (2004 год)
- Konjiki no Gash Bell!! Unare! Yūjō no Zakeru 2 (2004 год)
- Konjiki no Gash Bell!! The Card Battle for GBA (2005 год)
- Konjiki no Gash Bell!! Unare! Yūjō no Zakeru Dream Tag Tournament (2005 год)

Игры для PlayStation 2 и GameCube:
- Konjiki no Gash Bell!! Yūjō Tag Battle (2004 год)
- Konjiki no Gash Bell!! Yūjō Tag Battle Full Power (2004 год)
- Konjiki no Gash Bell!! Gekitō! Saikyō no Mamono-tachi (2004 год)
- Konjiki no Gash Bell!! Yūjō Tag Battle 2 (2004 год)
- Konjiki no Gash Bell!! Go! Go! Mamono Fight!! (2005 год)

## Награды
В 2003 году манга выигрывает в номинации лучший сёнэн года премии манги Shogakukan.
В 2005 году аниме заняло 20 место по популярности в топе журнала Animage и 64 место в веб-голосовании TV Asahi.
В 2021 году манга заняла 33 место в рейтинге TV Asahi «100 лучших манг всех времён».